# 1829 w polityce
Wydarzenia polityczne w 1829 roku.

## Wydarzenia
- Francesco Saverio Castiglioni został papieżem[1].

## Zmarli
- 10 lutego Leon XII, papież[2].